# 霍莉·皮恩-韦布
霍莉·皮恩-韦布（英語：Hollie Pearne-Webb，1990年9月19日—），英国曲棍球运动员，2014年英联邦运动会女子银牌得主、2016年夏季奥林匹克运动会女子金牌得主、2018年英联邦运动会女子铜牌得主、2020年夏季奥林匹克运动会女子铜牌得主、2022年英联邦运动会女子金牌得主。